# ヒロイック・エイジ
『ヒロイック・エイジ』 (Heroic Age) は、XEBEC制作の日本のアニメ作品。2007年4月よりテレビ東京系にて放送開始、2クール、全26話にわたって放送された。

## 概要
『蒼穹のファフナー RIGHT OF LEFT』以来久々となる、XEBECとスターチャイルドの組み合わせによる作品で、スタッフも『蒼穹のファフナー』のスタッフが主体となっている。このコンビによるジーベック原作オリジナル作品の第4作に当たる。地上デジタル放送では16:9フルサイズで放送された。
ストーリー原案・シリーズ構成にも再び冲方丁が参加しており、脚本も手がけている。
なおタイトルは、古代ギリシアの英雄時代と「英雄的なエイジ」をかけたものとなっている。また、本作を原作とした漫画が『月刊マガジンZ』でも連載されている（ストーリーには多少のアレンジが加えられており、アルゴノートクルーの一部がアニメ版よりも優遇されている。また、それぞれのエピローグがアニメ版とは異なる）。
前作『蒼穹のファフナー』との対比として、総監督の能戸隆は「誰も死なない物語を作ろう」と心がけて制作に臨んだとのこと。結果、本作ではメインキャラの死亡は0という大団円を迎えている。

## ストーリー
遠い未来、宇宙には自らを「黄金の種族」と呼ぶ者達がいた。
星々を創り、未来を知る彼らはまだ未熟な他の種族に呼びかける。「いでよ―――」と。後に宇宙には、それに応えた「銀の種族」「青銅の種族」「英雄の種族」が現れ、惑星をも容易に滅ぼす力を持つ英雄の種族はやがて争いを起こし、結果多くの種族が滅びに瀕することとなる。黄金の種族が戦いを諌めた時には英雄の種族は5人にまで減っていた。黄金の種族は彼らに「自らより弱い種族に宿り、彼らのために生きるという」罰を与える。英雄の種族を宿した者は"ノドス"と呼ばれる、宇宙の命運を握る存在となった。
しばらく後、惑星オロンと呼ばれる星に一隻の宇宙船が墜落する。黄金の種族によって船は救われるが、その時には船員は赤ん坊一人だけが残されていただけであった。黄金の種族は英雄の種族の中でも強大な力を持つ"ベルクロス"をその赤ん坊の内に宿し、彼に赤ん坊を守るように命じる。また、赤ん坊の属する種族を最後の進出者「鉄の種族」と名づけ、彼らに「人類へ―――ここに、お前たちの運命を握る子供がいる」とメッセージを送った。後に黄金の種族はこの宇宙を去り、別の宇宙へとまた旅立っていった。
黄金の種族が去った後、銀の種族は他の種族を支配し、鉄の種族＝人類を敵と定め、彼らを滅ぼすことを決めた。人類の若き王女ディアネイラは、戦闘母艦アルゴノートにて、人類の最後の希望＝ノドスを捜索し、ついに見つけ出すことに成功する。

## 登場人物
コミカライズ版限定の指定がある人物以外は、全てアニメ版の設定となっている。

### 鉄の種族（人類）
黄金の種族がこの宇宙を去ろうとしているときに呼びかけに応え、宇宙に進出した4番目の種族。母星は地球。未熟な種族であるゆえ、先に呼びかけに応えた銀・青銅の種族に脅かされている。一部には瞬間移動や念動力、治癒能力、精神感応などの超能力を身につけている者（「スペースチャイルド」と呼ばれる）もいる。種族が発生した母星を重要視し、絶対生存圏という価値観を持つが、これが他の大多数の種族とは異なることも理解していない。
エイジ
声 - 矢崎広
「黄金の種族」に育てられ、「英雄の種族」の一人“ベルクロス”をその右目の青い光の石に宿した人類の少年。5人目にして最後のノドス。肉体年齢は16歳だが、120年前に乗っていた宇宙船が惑星オロンに不時着した時点で誕生しており実年齢は不明（ノドスであることが関係しているか不明）。人類にとっては「救世主」として待ち望まれた存在であったが、本人はそう呼ばれる事は好まず名前で呼ばれる事を望む。
「黄金の種族」が残したメッセージとして、「英雄の種族」をその身に宿らせた者は全て、それぞれ固有の数による契約を背負うというものがある。また「黄金の種族」のメッセージでは契約の数だけが指示されていて、その内容はそれぞれの種族に委ねられている。エイジは「鉄の種族」＝人類との間で、12の契約を結ぶことを受け入れる（契約については後述参照）。
英雄の種族を身に宿しているためか、生身で宇宙空間に出ても生命活動には支障がなく、サイコキネシスの効果を一切受け付けないなど、様々な面で超常的な様子を見せた。こういった現象は機械にも及び、テクノロジーによる探査（監視カメラなど）も阻害されていた。生身での身体能力も高く、アルゴノートの外壁を素手で破ったり、数十メートル程度の跳躍を助走なしで行う。
性格は純真無垢にして無知そのもの。加えて非常に人懐こい性格の持ち主である。宇宙の真理を理解していた黄金の種族に育てられたためか、鉄の種族の間では通俗の観念である数字、性別、金銭の観念などが、すっぽり欠けている。その事から人間たちとの間で、もろもろのトラブルを起こす。登場初期には艦内の人間に「サル」と呼ばれている事もしばしばあった。
あらゆる面で幼児的嗜好を示す反面、生命への愛情、食う食われる事の原始的な信仰、宇宙全体を見通す眼差しなど、古代の部族のような真理に満ちている。本質的に様々な事柄を理解している節があり、倒すべき敵味方の判別や他者の心情を極自然に理解している。その理解力は、彼の倒すべき存在である筈のノドスや、敵対する相手である青銅の種族にまで及んだ。また、宇宙の行く末のために、多くの人類が成すべき事と求められている事を、多くの人間に自然体で示すなどしている。
手にペイント材を塗って絵を描く趣味も持っており、描く絵は中々に意味深いものがある。アルゴノートとアルタイヤーの一角に、彼の絵が描かれている。また、テイルとメイルにより、日常教育を受けている様子である。
星と人、そして宇宙を結ぶスターウェーの導きを信じそれに身を委ねる事で、未来を知り得る存在であった彼こそが、黄金の種族が遺した力を受け継ぐ者にして、人類を新たな宇宙へ導く要素の一つ、「鍵」の役割を果たす存在であった。対の存在であるユティとの最後の戦いの最中、自らの成すべき使命を果たし姿を消す。その後、約束を果たしたディアネイラの元に彼は再び帰る事となる。
ディアネイラ・イ・ライシャ・アルトリア・オル・ユーノス
声 - 石川由依
アルトリア星系を統べるユーノス王家の若き王女。18歳。非常に聡明であり優しい心の持ち主で、鉄の種族と外交状態にある多くの星系の要人に信頼を得ていた。アルゴノートの船員達からも大変慕われている存在。また、理知的でありながら、慈悲深い面や度量の大きさも同時に持ち合わせており、ノドスの事も恐れず信頼を寄せて一個人として対処していた。事態への対処、収拾能力が極めて高く、緊張状態にある際の外交手腕は際立ったものを見せている。
時空間を超越した天文的距離の知覚範囲を誇る精神感応能力を持ち、それによりアルゴノートはスターウェーの存在しない惑星オロンでエイジを発見する事となる。また自らの精神をアルゴノート他宇宙船のAIとリンクさせることも可能で、その強大な知覚範囲能力によって宇宙船の航路となるスターウェーや探索対象の座標を示す。アルゴノートが惑星オロンに辿り着けたのはこの能力に因るところが大きい。なお、彼女の持つ精神感応は通常のテレパスとは異なり精神のリーディング能力ではなく、生命エネルギーの波動（スターウェーの波動と同質のもの）そのものを感知する能力である。
その能力故に、女性である自分と全く違う存在である男性が大の苦手で、一定の距離（絶対拒絶圏）を超えて男性に近づかれたり、多くの男性の視線を受けると、精神疲労で意識喪失に陥ってしまう。それ故に気苦労も多く、平常時は表立って姿を現す事はない。必要な際には自らの姿（精神体）を空中投影し、様々な場所にいる人物に語りかけている。この精神体から、銀の種族であるパエトー・オーの精神体に接触し、強力な精神攻撃を行った事もあった。後に精神的成長を果たす事で、彼女は力の制御と精神防壁を高め、多くの男性が一堂に会する会議などにも自ら出向くようになる。
出会った当初からエイジに対しては「男性への拒絶」を示した事はなく、母親のように振舞っている（エイジの精神がまだ性的に未分化であるため）。
エイジが述べた事柄によれば、この宇宙には黄金の種族に予言された未来への導き手がいるらしく、エイジはディアネイラこそがその存在であると確信していた。ベルクロスの「狂乱」を止めることのできるただ一人の存在。また、彼女は生まれながらにして、宇宙真理を理解していた唯一の存在であり、それ故に彼女は他の種族ならば恐怖を感じる、「スターウェーからの逸脱」を恐れることはない。銀の種族と4人のノドスが外宇宙へと旅立った後、彼らと黄金の種族、そしてエイジの意思を受け継いだ彼女は、ノドスが存在しない既知宇宙において、ヘドロンの盾と前述の知覚能力を備えた全宇宙の覇者にして、唯一無二の指導者となる。
イオラオス・オズ・メヒリム
声 - 近藤隆
ディアネイラに深い忠誠を誓う、ユーノス近衛騎士団団長にして人型機動兵器オーガンのエースパイロット。20歳。密かにディアネイラに恋焦がれており、自室にはディアネイラの立体映像が幾つか置かれている（ちなみにこの立体映像は妹であるテイルとメイルから、金銭取引により入手したものである）。テレポート能力を持ち、搭乗したオーガン（アミーラ・メーチ）ごと空間移動することができる（距離は30 - 40kmほど）。自身以外の人間（オーガンに搭乗している場合含む）も共に移動させることもできるが、その場合は対象の人物が移動に同意し、かつイオラオスに触れている必要がある。
性格は真面目一辺倒であり、周囲からはそれが滑稽に映る事もある。しかし本人はいたって真剣であり、ディアネイラや民衆を守る覚悟を持ち続けている。その生真面目さ故に、常識を持たず規律を守らない自由奔放なエイジは、彼の最も苦手とする存在であった。加えて、ディアネイラがエイジには打ち解けている事もあってか、その驚異的な能力を認めてはいるものの、「サル」と呼びあまり快く思っていなかった。
物語が進むに連れ、エイジとも打ち解け、戦闘中のエイジを気遣うような様子も見られるようになった。だが同時に、（戦闘に於いて）エイジばかりに負担を強いていると感じるようになり、己の無力さに苛立ちを覚えている。しかしその後も自らの騎士としての使命を果たすべく奮闘し、度々戦果を上げていた。また、最終局面ではテレポート能力とその騎士道精神を持って、ディアネイラとプロメ・オーの会見を助力するなど重要な役割を果たす。
アネーシャの想いに気づかないなど朴念仁であるが、「騎士に二言はない」と自負しており、「戦いが終わったら地球へ連れて行く」という約束を彼女との間に交わしている。その約束は、エピローグにおいて4年越しで果たす事となる。
アネーシャ・オル・メガーラ
声 - 清水香里
ディアネイラに仕える侍女衆の長で、気苦労の多い彼女の側近としての役割も果たしている。19歳。ディアネイラの周辺に置ける様々な事態への対処を担っている有能な女性。またディアネイラにとって気の置けない存在であり、彼女の精神面を強く支えている。
女性オーガン部隊であるロータス隊の隊長も務めており、また、高いヒーリング（治癒）能力を持っている超能力者。戦闘時は基本的には負傷者の治療に回る事が多く、出撃は見られない（漫画版ではエリュシオンでの戦いで登場して、アミーラ・トゥルスの改修機とされている）。最初は破天荒なエイジに困惑していたが、侍女衆の中では順応が早い方だったようで、早い段階で親しくなっていた。またエイジ自身も彼女には信頼を置いている様子であった。
イオラオスに想いを寄せているが、ディアネイラに強い忠誠を誓う彼はその気持ちには気付かずにいた。イオラオス自身は非常に信頼できる同僚としてアネーシャと接していたが、彼と約束した地球への来訪をエピローグにおいて果たす。ただし想いが叶って恋人同士になれたのかどうかまでは不明。また作中での髪型はショートカットだったが、エピローグでは髪を背中まで伸ばしている。
彼女もまたヘドロンの盾を使いこなしており（ディアネイラから託されたと思われる）、宇宙でも有数の能力者となっていた。
モビード・オズ・メヒリム
声 - 松山タカシ
アルゴノート艦長にして、イオラオス、テイル、メイルの父親。54歳。
現実的思考に長け、政治的能力も高い。多数の乗組員を抱えるアルゴノートを実務面で切り盛りしている。またアルゴノートに配備された戦闘部隊の有能な指揮官でもあり、アルゴノートが数々の困難な航海を続けられたのは彼の指導力に因るところが大きい（しかし彼自身は謙遜気味に「姫様のお導きと悪運の強さのおかげ」と語っている）。有能ではあるが野心家ではなく、彼自身は最も敬愛し指導者にふさわしいと考えるディアネイラを、星系随一の権力者の地位に据える事を願っている。
ディアネイラが感じ取った伝説を頼りに、最後のノドス（＝エイジ）を探索するという恐ろしく成功確率の低い挑戦に全人生を賭けるなど、思い切りの良さも兼ね揃えている。エイジのことは名で呼ぶが、他に「我等がノドス」、またジョークを込めて「サル」と呼ぶ。堅物な息子とは対照的に大らかな性格であり、昔はプレイボーイでならしたらしく、彼にはイオラオス・テイル・メイルの他に10人の子供がいる。彼がニルバールと同期であるのは、軍人を志した年齢が遅かったためであり、それには妻の死が関係しているという裏設定がある。
テイル・オル・メヒリム／メイル・アル・メヒリム
声 - 田村ゆかり／釘宮理恵
ディアネイラに仕える双子の侍女で、イオラオスの妹。性格は無邪気且つ能天気。容姿は二人共同じだが、利き手は異なっており、テイルは右利き、メイルは左利きである。14歳。
二人とも強力なサイコキネシスの持ち主で、壊れた艦を直したり、搭乗せずにオーガンを操縦することができる。ただし、大抵はオーガンに直接搭乗して操縦している。搭乗機名はテイルがアミーラ・ヴェロス、メイルがアミーラ・ハスタ。
当初はエイジに対し戸惑いを見せていたものの、すぐに打ち解けて友達になる。現在はディアネイラに仕える一方で、彼の教育係も務めているが、エイジと一緒にはしゃぎ回り、アネーシャやイオラオスに叱られる事もあった。また、銀の種族側のノドスであるメヒタカがアルゴノートに搭乗した際にもいち早く打ち解けている。イオラオスがディアネイラに想いを寄せていることを知っており、ディアネイラの立体映像を彼に送っている（報酬として幾分か金銭を貰っている）。エピローグにおいて、ヘドロンの盾と銀の種族の力を託され、火星の衛星ダイモスにおいて2人で戦争の調停役を果たしていた。
ビー・ノ・ビー
声 - 新井里美
アルゴノートの全システムを管理する自立型人工AIの端末体。モビードの事を「マスター」と呼んでおり、アルゴノートの監督で苦労の絶えない彼の愚痴につきあうこともある。普段はハンドボール大の海洋生物のようなかわいらしい姿でブリッジにいるモビードの傍らを浮遊しているが、アルゴノートが主砲を発射する際に銃の形に変形し、主砲発射のためのトリガーとなる。
その優れた分析能力によって何度もモビードを支えてきたが、第24話でアルゴノートがエリュシオンに不時着した衝撃で機能停止する。だが最終話において、パエトーの力でアルゴノートが修理された際に再起動した。
ニルバール・ネフュー
声 - ゆかな
モビードと同期の将校であるが、年齢は彼より15から20歳ほど若いグラマラスな女性。当初は人類で最強のアズ・アゾート艦隊に配属されていた。しかし、青銅の種族との戦いで艦隊がボロボロにされ、上位の指揮官が全員戦死したため、艦隊指揮官代理となっていた（当時の階級が大佐だった事から、将官クラスは全滅していた事がうかがえる）。他の軍人と違い、胸元の開いた衣服の上にいかついマントを羽織る。アルゴノートを逃がすため、死を覚悟してアルテミアを足止めしようとしたが、たったの一発の砲撃で艦隊は壊滅的な打撃を受けた。
人望があり、脱走兵が出てもおかしくない状況下であっても艦隊の艦は1隻も逃げず、しかも、通信不能な艦すらも戦列に復帰しようとしていた。また、優れた指揮能力の持ち主で、積極的に戦うおうとせず不可視状態だったアルテミアを暴き出し、多大な犠牲を払いながらも足止めを成功させる。アルテミアがレルネーアを救うため撤退したので、残存艦隊と共に生還した。その後、中将へと特進しエイジと共に人類連合艦隊旗艦アルタイヤーに配属された。
アルタイヤー配属後は火星宙域の戦闘において決起し、メレアグロスらを拘束。指揮権を掌握し散り散りになった艦隊の再編に奔走した。地球奪還後は再編されたアズ・アゾート艦隊の司令官へと返り咲き、必要に応じてメレアグロスから指揮権を取り上げる権限を与えられた。
モビードと同じくエイジの事を親愛の情を込めて「サル」と呼ぶ。メレアグロス以下その取り巻き達の事も、そう呼ぶがこちらには蔑みが込められている。エピローグにおいて、地球大公として地球近隣の星系を統べる任に着いていた。
ヘスティア
声 - 世戸さおり

タキウス
声 - 岡本寛志

キリス
声 - 安元洋貴

セス
漫画版のみ登場。ユーノス近衛騎士団副団長であり、団長のイオラオスに心酔している。
彼が搭乗するオーガンは（副団長なのか、アミーラ・メーチと同型）、陽電子砲を多数搭載した広範囲火力型である。
ペイリトース同様、度々無茶をするイオラオスを心配する描写もある。

ペイリトース
漫画版のみ登場。セスと同じユーノス近衛騎士団に所属し、副団長の立場を務める。
彼が搭乗するオーガンには、背面にバリア展開ユニットが搭載されている。
エリシュオンの戦いでは、バリアが壊れイオラオスを庇って撃墜される。

イオーダ
声 - 久嶋志帆

メレアグロス・エ・ライシャ・アルトリア・オズ・ユーノス
声 - 岸尾だいすけ
ディアネイラの腹違いの長兄であり、現ユーノス王。野心と自己顕示欲、支配欲の大変強い男性であるが、軍事的処理能力に関しては全くと言って良いほど無能であり、愚鈍である。一方で根拠の無い自信とプライドの高さに満ち溢れ、政治面ではそのキャラクターを活かして強烈なパフォーマンス性を見せる。
超能力者で民衆のみならず、他星系の要人から人望のある妹を恐れ、妬んでいる。金に物を言わせ人類連合艦隊司令となったが、司令官としてその無能ぶりを露呈し続けていた。そのため、第14話で身柄を拘束され、指揮権をディアネイラとニルバールに奪われる。その後、評議会の体面上の関係で艦隊司令の座は保たれ、身柄拘束の件も無かったこととされるも、実質的な権限はディアネイラやニルバールよりも下であった。
ケルビウスの攻撃でアタランテスと艦隊もろとも無の空間へと飲み込まれたが、第24話で艦隊ごとエイジたちに救出された。その後エピローグにおいて、ディアネイラの兄であるという立場を利用して、再び弟と政治家として精力的に活動する姿が確認された。
アタランテス・アズ・ユーノス
声 - 吉野裕行
メレアグロス、ディアネイラどちらとも腹違いの次兄であり、ケントール騎士団団長も務めている。自分の能力の限界が見定められない自信過剰な男性。普段は兄を立てているが、実際には尻馬に乗っているだけで、想定外の事態には対応できない。結果として第14話においてメレアグロス共々身柄を拘束され、ディアネイラとニルバールの下に置かれる。
ユティのケルビウスに恐れをなし、兄を見捨て逃げようとまでしてしまう。その後撤退中にケルビウスの攻撃に巻き込まれ、艦隊もろとも無次元へと飲み込まれたが、兄と共に第24話でエイジたちに救出された。その後エピローグにおいて、ディアネイラの兄という立場を利用して、メレアグロスとともに精力的に政治活動する姿が確認された。
なおユーノス王家には他にも異母兄弟が存在するが、この二人以外の兄達は政治に興味がなかったため、研究者等として活動しており、籍のみを王家に残している。またディアネイラより下の弟達は彼女に憧れを抱いているため、ディアネイラを政敵視しているのはこの二人だけと言える。なお、王家の兄弟で女性はディアネイラのみ。
クーゲ・ビノ
漫画版のみに登場。ケントール隊隊長の立場ではあるものの、彼を含めた全ての団員はアタランテスに金で雇われたに過ぎず、シミュレーターによる戦闘訓練のみで練度は低かった。
このため初陣でケントール隊仕様のオーガンに搭乗して出撃するものの、青銅の種族を相手に苦戦。ユーノス騎士団に救われて事なきを得るが、アタランテスの不興を買って以後出撃できなくなる。その後、アタランテスが拘束を抵抗する際に評議会の意向に従うよう説得するが失敗し、彼の顔に殴りかかろうとするがイオラオスに「顔を傷つけてはならない」と止められる。
エピローグでは、（アニメ版とは異なり、ディアネイラの演説を目にして）悔しがるメレアグロス・アタランテスの隣に座っていた。

### 黄金の種族
この宇宙で最初に宇宙空間に進出した種族であり、他の種族に呼びかけ、文明の発達を促した存在でもある。母星は惑星エリュシオン。
星々を創造したり未来を知る力を持ち、さらには宇宙創造に関わったとすらされる全能者であり、英雄の種族を諌めることのできる唯一の存在でもある。物語が始まる数年前に、この宇宙から別次元へと去っているが、その理由は明らかにされていない。また、ノドスに与えられている契約の内包した矛盾を容認した理由と、それを課した目的は一切不明となっている。他の大多数の種族と異なり、人類とよく似た価値観を持っていたが、性別などは存在していない。
彼らの目的の一つは生命の星々の交流による、スターウェーの復活であり、それによって宇宙が生命の根源スターウェーで満たされてゆく事を望んでいた。彼らが遺した「出でよ」という言葉の真意がこれとなっている。もう一つは、彼らの母星エリュシオンに辿り着いた遺産を受け継ぐ者達に、自らが去った新たな宇宙への「鍵」と「扉」を示す事であった。前述のように彼らの真の目的は、自らの意思と力で進む者達を新たな道へと導く事である。

### 銀の種族
黄金の種族の呼びかけに最初に答えた種族。自らを黄金の種族の後継者と名乗り、青銅を始めとした多くの種族を従える、現在の宇宙の最大勢力である。母星は惑星コドモス。
他の種族に対しては自分達へ服従することを条件として生存と発展を保障しているが、ひとたび危険と判断すると容赦なく殲滅にかかる。姿形は人類と似ているが全員が銀髪、さらに生身で宇宙空間に出る事も可能で、また全種族が一つの統合精神としてつながっているため、寂しい、悲しいなどの感情を持たない。なお統合精神を維持するため、感情をプロメ・オーに委ねる事で、種族の全体意思を安定させている。黄金の種族が別の宇宙に去ろうとした際には、力づくでそれを阻止しようとしており、また、黄金の種族の持つ力の取得を望んでいたが、結局それを得ることはできなかった。最終話において、和解した鉄の種族に既知宇宙と青銅の種族の半数を任せ、4人のノドスと共に黄金の種族が示した新たな宇宙へと旅立つ。
パエトー・オー
声 - 藤田圭宣
銀の種族の男。最後のノドス（＝エイジ）の探索を己の使命としていたが、ディアネイラ達がエイジと契約を結んだ事で、青銅の種族を率いてアルゴノートを幾度も襲う。ディアネイラの捨て身の精神攻撃を受けて以来、種の個体としては本来持たないはずの恐怖の感情を消せずにおり、同時に寡黙で無感情だった登場初期に比べ感情面が露わになり始めた。それ以降ディアネイラには恐怖に近い感情を抱き、鉄の種族には憎悪とも取れる感情を抱いている。多数の同胞がプロメを支持するも従わず、独断でアルゴ・ノートを破壊しようとするも失敗し、最終的には和解する。モビートとは悪態を付きながらも、信頼関係をうかがわせた。
ロム・ロー
声 - 千葉進歩
銀の種族の男。ノドス達の生活管理を司っており、宇宙全域の支配権獲得を使命として行動している。また、黄金の種族の持つ全ての力を手に入れようと画策し、その行方を捜し求めている。ノドスであるユティ・ラーの上役のような存在だが、銀の種族でありながら感情を持つユティを見下している。
第25話でイオラオスの攻撃で重傷を負ってしまう。彼自身は黄金の種族の力を探し求める事に疲れ果てており、その苦しみから逃れるために、狂乱したケルビウスに自分ごとエリュシオンを破壊するよう命ずるが、エイジが黄金の種族の力を解放した事により、心を救われる結果となった。
プロメ・オー
声 - 佐藤利奈
銀の種族の女。かつて銀の種族が誕生した母星に一人住んでいる。宇宙全体の英知について思考する事と、他の銀の種族の持つ感情を分離して、受け取り処理する（感情を負う）事を自身の使命としており、黄金の種族が持っていたとされる数々の力を解明しようとしている。なお、鉄の種族とは共存の道もあると考えている。ディアネイラとの対話が成功しロム・ロー派の者を除く大半が彼女を支持する。外宇宙に旅立つ前に、ディアネイラにヘドロンの盾の能力を受け渡した。
ノドスのレクティ・レクゥを「時の申し子」と呼び、契約に悩む彼女の相談役を務めている。

### 青銅の種族
黄金の種族の呼びかけに2番目に答えた種族。銀の種族側の尖兵となって人類を襲う巨大な虫に似た生命体。
母星は惑星タウロン。有機・無機の組み合わさったハイブリッドな生命体で、その役割に応じて様々な個体が存在する。言語を持たずテレパシーすら行わずに、意思の信号化によって思考伝送を行っている。極少数の自我を持った個体（アピドス）が、大多数の自我を持たない個体（アプデラ）やテレポート能力を持つ稀少種（スミルナ）を操る生態や、惑星を巣にして蟻に近い生態系により幼生を繁殖している様から人類には「アリ」とも呼ばれている。生態として物質文明を持たず、彼らのテクノロジーは自らの肉体に直接反映され、時と共にその体組織を拡張させている。つまり彼らにとって文明の進歩は彼ら自身の進化に等しい。
現在は銀の種族の支配下にあり、地球の占領など多くの軍事作戦に利用されている。戦闘用の個体はオーガンとほぼ同サイズの巨大なもので、単独での宇宙空間での活動や大気圏への突入、大気圏内での飛行も可能。口と思しき器官から腐食性ガスをまとった高温プラズマの火炎を吐き攻撃する。またテレポート能力を持つ個体も存在する。個々の戦闘力は（人類の兵器や英雄の種族に比して）それほど高くはないが、数が絶対的に多く（「アリ塚」と呼ばれる移動要塞から数千単位の数で襲ってくる）、群体の統率が非常によくとれており強力。またヘドロンの盾を扱えるため人類は苦戦を強いられた。惑星エリュシオンにおける最後の戦闘の後、その半数は銀の種族に追随して別の宇宙に旅立ち、残りの半数はプロメ・オーによってディアネイラとの間に精神の道を開かれ、彼女に率いられることとなった。

### 英雄の種族
黄金の種族の呼びかけに3番目に答えた種族。人型だが異形の怪物のような姿をしていて巨大。単独で宇宙空間を自在に飛び回ることが可能で、強大な攻撃力・頑強な肉体を持つ。その戦闘力は1体で人類や青銅の種族の艦隊を圧倒し、惑星すら破壊することが可能。黄金の種族を別とすれば、個々の戦闘力は全種族中最強である。
かつては争いを好み数々の他種族を滅ぼしていったが、黄金の種族によって諌められ、最終的に生き残った者は5体だけであった。黄金の種族によって、生き残った5体の英雄の種族は己よりも弱い鉄の種族や銀の種族に宿る罰を課せられた。英雄の種族が宿った人物は「ノドス」と呼ばれ、宇宙の命運を握る存在となる。
普段はノドスの身体に封印されており姿を現さないが、ノドスが発現を望んだ時、ノドスを中心に巨大な肉体が再構成される形で発現。ノドスと一体化する（エルマントスは例外的にノドスと一体化はしない）。英雄の種族は一旦戦闘が始まると近寄ることすらままならない巨大な戦闘力を発揮し、また本来の凶暴な性格も少なからず発現してしまうためコミュニケーションを取ることは難しい。しかし一体化したノドスの自我・記憶が反映されているため、戦う相手や場所をわきまえた理性的な面や、味方を気遣う面なども見せる。
3体以上の英雄の種族が争うと、その内の誰かが暴走し、敵味方の区別なく攻撃する「狂乱」と呼ばれる状態となる事があり、過去において狂乱状態の英雄の種族を止められたのは、黄金の種族のみであったと伝えられている。
また5体の英雄の種族の全ての名前はギリシア神話に登場するヘラクレスの12の功業に関連する。
ベルクロス
声 - 安元洋貴
鉄の種族である人類の赤ん坊であったエイジに宿った五人目の英雄の種族。その肉体は不変かつ限界を持たず、重力・引力・物理法則など様々の現象や超事象に耐久する事が可能で、その全てに干渉する。加えて、サイコキネシスによって発生する力場にも一切影響を受けず、時空流への知覚能力も備えており、時間制御に因る存在干渉も全て無効化していた。そのため、レクティは彼を「時空流の絶対存在」と評した。また、ケルビウスのブラックホールにすら耐性を誇り、自らの肉体とその力でブラックホールを消滅させた。
英雄の種族の中で最も強大な力を持ち、同胞さえ殺したことから「罪深きもの」とも呼ばれ、輪廻の刑により、エイジの生と願いを全うさせることでしか解放されない。最強であるがゆえに最弱である鉄の種族に宿らされたとされ、外見は鮫のように剥き出しの鋭い歯が並ぶ恐ろしい形相をしている。基本的には圧倒的なパワーとスピードによる肉弾戦を行う他、周囲の生命体からエネルギーを吸収し、強大な光線に転化して放つなどの攻撃手段を見せる。これはベルクロス自身の生体エネルギーをコアに収束させ、莫大な光熱に変換し一気に放出させるもので、収束現象があまりに強力であるために周囲の生命全てを巻き込む。この際、周囲の生命体は生命エネルギーを根こそぎ奪われる事になるが、吸収そのものを必要とするわけではないため、15話の「アルテミア」との戦闘では「狂乱」に陥った際に単体で放っている。また、アルテミアの放ったビームを手で掴み、そのエネルギーを自らに取り込む事で「狂乱」を鎮める触媒としていた（エナジードレインの一種）。
狂乱に陥った際の凶暴性と戦闘力は恐ろしく高く、レクティによれば「もしアルゴノートを撃墜してしまった」場合には、その力はケルビウスを除く他のノドスを圧倒するまでに高まり、太陽系を消滅させるまでに至る。彼の狂乱を止められるのはディアネイラのみである。なお、彼とエイジの示す力は“存在”となっている。
由来はギリシア神話で登場する“ヘラクレス”で、中貴種流離譚の最大の英雄である。ヘラクレスには12の功業というものがあり、これが12の契約になったと思われる。
レルネーア
銀の種族側のノドスであるカルキノス・ルーカンに宿る英雄の種族。エイジとは惑星ティターロスで初めて相まみえており、最も交戦回数も多いノドスである。英雄の種族の中で最も強い再生力と、あらゆる物質を崩壊・再生させる「猛毒にして万能薬」を持つ。猛毒はガス状に拡散させたりビームのように指向性を持たせることが可能で、威力は本気を出せば星を溶かす事も可能。物質の再生を行う際にはその物質との相互エネルギー交流が行われるため、「記憶」の再生と発展も可能である。ベルクロスとの戦闘の際には猛毒により岩石を分解・再構成し9つの首を持つヒュドラーのような外殻を造りだした。またその治癒能力は戦闘中に死亡したカルキノスを蘇生させるほどである。格闘能力も高い。
彼とカルキノスの示す力は"生命"である。
由来はヘラクレスの功業に登場するヒュドラーが棲んでいた“レルネの沼”をもじったもの。ちなみに、カルキノスはヘラクレスのヒュドラ退治の際にヘラが邪魔をするために送り込んだ大きな化け蟹であるが、ヘラクレスに踏み潰されてしまう。
ケルビウス
銀の種族のノドスであるユティ・ラーに宿る英雄の種族。
由来はギリシア神話で登場する地獄の番犬“ケルベロス”である。ギリシア神話ではヘラクレスに生け捕りにされる。
主な能力として、ブラックホールと同質の指向性過重力エネルギーを放出し、相手を光や物質、時空間すら永遠に停止する無の次元に吸い込ませる攻撃を行う。任意の空間に、マイクロブラックホールを出現させる攻撃も可能で、他に自分の正面に展開し、盾として惑星破壊規模の攻撃を防いでいた。他のノドスとは別次元の能力の持ち主。他の英雄の種族に比べて小柄な体格をしているが、肉弾戦においてもベルクロス相手に全くひけを取らない戦いを行う。カルキノスを失ったユティの絶望感に同調し、その力を暴走させ、周辺の星域一体を全て無の次元に飲み込んだ。
彼とユティの示す力は"虚無"であり、その圧倒的な力を暴走させ、全てを消し去ろうと最後の行動を起こす。その最中自らの真の存在意義である「扉」の力を目覚めさせる。
エルマントス
銀の種族側のノドスであるレクティ・レクゥに宿る英雄の種族。時空流を渡る。数時間から数日前の過去へ戻ることができると同時に、時空流を堰き止めることによる超高エネルギーを発生させることができるが、この能力はノドスにとっても負担が大きく、干渉できる時間の範囲は限定される。
特定の時点へ集中的に干渉させ過ぎると現在時とその時点との間に膨大なエネルギーが集積してしまい、最終的にはエルマントス自身にも制御不能になる。太陽系でのベルクロスとの戦いでは、あらゆる可能性において行った2万回の攻撃を阻止され、塞き止められたエネルギーは時空流暴走の果てにエルマントス自身へとはね返った。他の英雄の種族とは異なり、レクティと一体化するのでなく別に出現する。これはレクティが時間軸の一点に存在し、エルマントスのみが時間軸移動を行っているため。
エルマントスとレクティの示す力は"時間"となっている。真の力に目覚めた際には、自らの能力で果たす役割を見いだし、一つの時空のベルクロスでは受け止めきれなかった遺産を渡すため、「過去」や「訪れる筈であった未来」を問わず、あらゆる時間軸に存在するエイジとベルクロスを導き、黄金の種族の遺産を受け継ぐ助力を果たした。
ギリシア神話ではヘラクレスに生け捕りにされた猪の住処の地名、エリュマントス山である。
アルテミア
銀の種族側のノドスであるメヒタカ・ポレに宿る英雄の種族。肉体の各所に巨大なレンズのような器官を宿しており、ここから強力なビームを発射できる。エネルギーを溜めさえすればその威力は惑星すら破壊し、命中した艦船や小惑星を一瞬で蒸発させるほどで、耐えられるのは英雄の種族のみ。格闘はあまり得意でなく、専ら遠距離からのエネルギー投射で敵を殲滅する。光をゆがめ、自らを不可視状態にする事も可能（重力場によって時空を歪めて視認を阻害している）。また、スピードは全ノドス中最速。
彼とメヒタカの示す力は"光"となっている。真の力に目覚めた際には、エリュシオン周辺の破壊されたヘドロンの盾を再構成・合体させ巨大な盾を作り、狂乱したケルビウスのブラックホールの莫大な奔流を長時間に渡って防いだ。またこの盾が別の宇宙へとつながる扉の基礎となった。
由来はギリシア神話に登場する女神“アルテミス”で、ギリシア神話ではヘラクレスが生け捕りにした鹿を捧げた。「狂乱」したベルクロスに敗れ、メヒタカはアルゴノートに収容された。

#### ノドス
その身に「英雄の種族」を宿す者の総称。もしくはノドスと一体化した英雄の種族そのものを指す。もとは英雄の種族が自らの名とした呼称である。英雄の種族が5体しか現存していないことから、ノドスと称される者は現在エイジを含めて5人。身体に封印された英雄の種族を自由に呼び出し一体化（例外的に一体化しない者もいる）。その強大な力をコントロールすることができる。5人の出自となる種族は全て異なるが、全て人類と似た体格、容姿をしている。それぞれの身体に宿す英雄の種族の力の影響からか、生身でも宇宙空間やマグマの中で活動できるなど驚異的な身体能力を持つ。宇宙空間での移動方法は基本念動力で行っているが、高速移動の際には身体の器官からアストラルタービンと同様に「星流」を発生させて行う。
ノドス達は宇宙世界の一員となるために特定の種族と契約を交わさなければならない。契約の項目数は黄金の種族によってあらかじめ示されており、それぞれ項目数が異なる。
本編の開始時点でエイジを除く4人はすでに銀の種族と契約を交わしており、自らの種族の拠点を離れロム・ローの星の居城で生活している。理性的で非好戦的な者が多いが、自らに定められた契約のため（または契約不履行の際の銀の種族による同胞への報復を恐れて）、唯一人類と契約したエイジと敵対、壮絶な戦いを繰り広げる。その身に宿す英雄の種族の圧倒的な戦闘力から、本編の中盤以降、銀の種族と人類（＝鉄の種族）の争いは彼らを中心に動いていくこととなる。惑星エリュシオンでの最後の戦いの後、エイジを除く4人は銀の種族と共に開かれた別の宇宙へと旅立っていった。
エイジ
#鉄の種族:人類 エイジの項参照。
ユティ・ラー
声 - 小清水亜美
銀の種族のノドス。その身に最強クラスの力を持つ英雄の種族・ケルビウスを宿す。幼い姿をしているが、性格は冷酷且つ好戦的な少女である。銀の種族側のノドス達のリーダーとしての自負を持ち、他の3人に対して度々高圧的な態度を取る。ノドスであるため、銀の種族でありながら感情を持つが、その感情の意味を理解できず持て余している。普段は冷静沈着だが、カルキノスに対して特別な感情を抱いており、彼が危機に陥った時だけは度々冷静さを失っている。
カルキノスが一時的にとはいえ死亡した事で、彼女の心は深い闇の中に落ちる事となる。さらに、その感情を分離してプロメ・オーへ渡す事をロム・ローに妨害されてしまう。彼女の「絶望」という感情によりケルビウスは狂乱し、自らの肉体を傷つけてまでエリュシオンを破壊しようとするものの、最終的にはエイジを初めとした4人のノドスによって救われる。なお、彼女はエイジと対になり、人類を新たな宇宙へ導く要素の一つ、「扉」の役割を果たす存在である。メヒタカの構築した盾を変化させたものが、エイジとの戦いの中で扉となった。その後、感情を取得した彼女は他の3人のノドスや銀の種族とともに外宇宙へと旅立つ。
彼女のノドスの石は銀色の光を持ち、彼女の胸にある。
カルキノス・ルーカン
声 - 加藤将之
銀の種族側についたノドスの1人。その身に英雄の種族・レルネーアを宿す。長身、長髪で褐色の肌を持つ精悍な男性。最初にエイジに接触したノドスであり、エイジを銀の種族側につくよう誘うが二度に渡り拒絶される。無私の武人で、冷静な性格でもあるためか、ノドス達の実質的リーダーとも言える存在。高い回復能力を持ち、死してもなおその力を発揮する。メヒタカを庇って自ら戦闘に志願したり、関係の無い者たちを傷つけることを嫌う一面を持つ。また、エイジの抹殺に反対するなど、それほど敵意を持っていない様子が見て取れる。出身はヒドラスと呼ばれる種族。
彼の持つノドスの石は紫で、腹部に位置する。
メヒタカ・ポレ
声 - 鈴木千尋
銀の種族側についたノドスの1人。その身に英雄の種族・アルテミアを宿す。頭髪はなく、人間の子供のような容姿をした男性。大人しく気弱な性格で、いつも膝を抱えている。多くの命を奪ってしまう自身の英雄の種族の力を恐れており、同じノドスのエイジと戦うことをあまり望んでいない。しかし、ユティに半ば強制される形で戦闘に参加。 太陽系の戦いにてエイジと力尽きるまで戦い、敗れた事で彼の契約は果たされた。その後、自らの意思でアルゴノートに搭乗、自分の種族を護ると約束してくれたディアネイラのために戦う事を決心する。惑星コドモス侵攻作戦の際には、ベルクロスをサポートするなど、連携を見せる。
出身はケルネアスと呼ばれる種族で、殺人を禁忌としている。植物を含め「命ある物」は食べない種族であり、「命のない物」なら何でも食べられる。テイル・メイルに唆されてイオラオスのオーガンの外装を食べた事もある。彼の持つ石は首の後ろで、その輝きは赤となっている。
レクティ・レクゥ
声 - 沢城みゆき
銀の種族側についたノドスの1人。その身に英雄の種族・エルマントスを宿す。おっとりとしているが理知的で芯の強い女性。テレポート能力を持つ。大変思慮深く、自分たちがノドスとなった意味、銀の種族と鉄の種族の争いの意義などを常に思索している。プロメ・オーからは「時の申し子」と呼ばれ、また自身もプロメのことを「我が師」と呼び慕っており、自分たちに課せられた契約の意味について対話を重ねている。出身はケイロスと呼ばれる種族。戦いを好まないメヒタカの身を案じている。
エルマントスを発現させた際は他の4人とは異なり一体化せず、離れた場所からコントロールすることができる。その際、彼女の足元には光の円が浮かぶ。これは時空跳躍を行った回数のメーターのようなもので、一度の跳躍で線はレクティから円周へと伸び、エルマントスが帰還する事で円周から再びレクティへと戻る。
彼女の持つノドスの石は緑で、左太ももに位置する。

### その他
フートォ
惑星オロンに生息する砂ダコという生き物でエイジの友達。人間の数倍はある巨体に高度な知性を持ち、人間の言語、感情などはある程度理解しているようである。アルゴノートに発見される以前のエイジはフートォの足を食べさせてもらう代わりに、木を育ててそれをフートォに与えて生活していた。オロンの環境が回復して以降は、その個体数は増え続けている。

## 戦艦・船
アルゴノート
本作の主役とも言える戦艦。人類の持つ技術の限りを尽くして建造された全長10500mの超大型宇宙戦闘母艦。艦長はモビード。銀の種族や青銅の種族といった強力な敵対勢力の監視を振り切り、人類の希望であるノドスを求めてスターウェーのない辺境の星域を探索するという極めて困難な任務に赴く。そのため人型の機動兵器オーガンをはじめ数々の兵器や武装が配備され、青銅の種族のアリ塚1基程度ならば十分に渡り合える戦力を有す。またその主砲は1撃で惑星を覆う規模の磁気嵐を吹き飛ばすほど強力。乗員数は約2000人、搭載されているオーガンは1000機ほど。
艦内は乗組員が生活できる環境が確保されており、長期間にわたり補給も届かない辺境の星域を旅するため、食料プラントは充実しており自然農園などの設備もある。さらに彼らの生活を支えるためモビードを実務的な頂点とした政治システムが敷かれているようで、様々な艦内の情報を集積・処理する指令センターは15層構造で行政府の官舎ほどの規模を誇る。また、艦長であるモビードの傍らには常にアルゴノートの全システムを管理する自立型人工AIの端末体ビー・ノ・ビーが浮遊し、音声言語のやりとりによって即座にモビードが必要とする情報の提供やシステムの使用が行えるようになっており、あらゆる状況に対する迅速な判断・対処が可能となっている。
モビードをはじめとする全ての乗組員は、アルゴノートの導き手として乗り込んでいる王女ディアネイラに絶大な信頼を置き、心の拠り所としており、一丸となって数々の困難な航海を乗り越えていく。そのためディアネイラ付きであるロータス隊以外は、モビードが集め、自ら志願した者だけが乗り込んでおり、ディアネイラはその際にほぼ全員と面接を行った（男性は精神体で）。そしてついには惑星オロンにて人類の希望となるノドス、エイジを発見し、彼を連れて帰還。人類の反攻時にはディアネイラの導きにより、事実上の人類側の旗艦となって銀の種族と対峙することになる。物語の終盤、数々の苦境を乗り越え銀の種族との争いを終結させる鍵となる黄金の種族の母星エリュシオンに辿り着くが、ロム・ローの攻撃によりエリュシオンに不時着し、大破。その後最終話において、和解したパエトー・オーの力によって復旧している。銀の種族が別の宇宙に旅立った後はエイジとの契約を果たすため惑星オロンに赴き、オロンの環境復興を担った。
アルタイヤー
人類連合艦隊旗艦で、艦長はメレアグロス。アルゴノートの同型艦で、派手な装飾が施されている。搭載されている主砲は木星の衛星イオさえも破壊するほどの威力を秘めている。ケルビウスの攻撃で無次元に飲み込まれたが、第24話でエイジたちに救出されている。この他、人類連合所属である濃緑色の戦艦が3種存在するが、どれも名称は不明である。
アリ塚
青銅の種族の移動要塞。一見小惑星のように見えるが、超巨大な青銅の種族の母艦型個体、もしくは無数の青銅の種族の集合体である。その中心に群体の指揮官となる個体と、超高温プラズマのエネルギー核を抱え、周囲の戦闘個体へのエネルギー供給やワープを可能としている。その形を円柱形に変形させ巨大な砲身とし、強力なエネルギー砲を発射することも可能。戦闘時には一つのアリ塚から数千単位の戦闘個体が射出されて攻撃対象を襲う。
青銅の戦艦
攻撃に特化した戦闘型のアリ塚で、戦闘力、推進力共に通常のそれを大きく上回るが、防御力ではやや劣る。背面に粒子ビーム砲を持つ個体を集めており、それらが一斉発射を行う。銀の種族ほど強力ではないが、ヘドロンの盾を扱える個体を配備し、ある程度の物理攻撃の防御やテレポート、ヘドロンの盾を使ったエネルギー砲の射出なども行える。
フルヘドロン
銀の種族のサイコシップ。紡錘型の本体の四方を細長いブレード状の支柱が囲み、イカもしくは花の蕾のような形をしている。大きさはアルゴノートには及ばないが、少なくとも数百 - 千メートルクラスの全高を持つ巨大な宇宙船。船体は全てヘドロンの盾で構成され、銀の種族個人の能力で作られている。その巨大な船体にもかかわらず乗員は基本的に1人であり、人類側の宇宙船のように物理的な操作などは必要としない。また広大な内部空間には通信装置やオペレーションシステム、計器類といった類のものは一切なく、乗員が立っているのみである。戦闘は主に青銅の種族が行うため前線に参加することは少ないが、エネルギー砲や銛のようなエネルギー体を飛ばしての攻撃、テレポートなどヘドロンの盾の能力を応用した様々な攻撃が可能。またヘドロンの盾の効果により人類側の物理攻撃をほとんど寄せ付けないなど戦闘力は高い。

## 武器・兵器
オーガン
アルゴノートに搭載されている人型の有人機動兵器。サイズに関する明確な設定はないが、平均的な人間の青年大のエイジを手の平に乗せたことからかなりの巨体。その大きさにもかかわらず高い機動性を有し、宇宙空間での近接戦闘や単独での大気圏内外の行き来、大気圏内での飛行も可能。ノーマル機の正式名称は「アミーラ・トゥルス」。
機体の色は一般機は白、イオラオス専用機は青（漫画版では副団長の2名も青）、テイル、メイル専用機は黄。漫画版ではアネーシャ専用機やケントール隊仕様機も登場するが、アニメ版には登場していない。また肩の形状も色の違いにより異なっている。
主な武装は陽電子銃（モード切り替えにより、プラズマソードを展開）、陽電子砲、ミサイルランチャー、プラズマシールド（この他、イオラオス機のみ短銃を装備）。また超能力者の専用機（プレミアムオーガン）には、マニ車のような形をした、超能力用ユニットが装備されている。
武装、機動性共にハイスペックな機体であり、青銅の種族に対しては一定の戦果を出している。しかし惑星を破壊する規模の攻撃力を有する英雄の種族や、ヘドロンの盾で武装している銀の種族に対してはほぼ無力であり、ノドス同士の戦闘においては全く手が出せない状態であった。
詳細は公式サイトの用語解説を参照のこと。
アヴァローナ
アルゴノートに配備されている浮遊砲台。オーガンの胸高ほどの直径の球体でミサイル、エネルギー砲を射出する。戦闘になるとアルゴノートから無数に放出され防衛ラインを構築する。大集団で襲ってくる青銅の種族に対しては効果的な防衛兵器である。その用途、機動性の低さから無人であると推察されるが詳細は不明。
イオラオスはこのアヴァローナを携えたオーガンでアリ塚の中心部にテレポートし、エネルギー砲を全方位に射出させることで内部からアリ塚を破壊することに成功した。
ブリタリフ
アルゴノートに配備されている戦闘機。双胴のデザインで、レーザーを搭載する。また、人類連合にも宇宙戦闘機は存在し、こちらはミサイルを搭載している。
スターブラスター
アルゴノートの主砲。3連装の砲身は船体の半分近くの長さを持ち、発射体制になると艦首が開いて露出する。アルタイヤー搭載の主砲よりはるかに大型な分高威力で、惑星エリュシオンの磁気嵐を吹き飛ばした。それまでは、あまりの威力のためにディアネイラが使用を禁じていた。
イカロス
惑星ティターロスの軌道上に設置されている大型攻撃衛星で、ティターロスの守りの要である。北極と南極に1基ずつ設置されており、それぞれイカロス1、イカロス2と呼ばれている。無人の衛星であり、ティターロスの司令室から遠隔操作して動かす。
アズ・アゾート艦隊の衛星要塞
人類最強と賞されるアズ・アゾート艦隊の中核を成す超大型衛星兵器群。数千に及ぶ艦隊のほか、母船型衛星要塞のブルーコア、巨大なエネルギー砲である攻撃型衛星要塞ルビーコア、トパーズコア、広範囲にバリアを発生させる防御型衛星要塞パールコアという三種4基の衛星要塞で構成される。いずれもワープシステムを有する完全な自航能力を備えており、それ自身、艦隊の一部として動く。
ルビーコア、トパーズコアのエネルギー砲は一撃でアリ塚を消滅させるほどの威力を誇る。パールコアは惑星磁場と同調させることで重力場を形成し、巨大な網を作り敵を捕らえることが可能。艦隊が英雄の種族アルテミアの襲撃を受けた際には、不可視状態のアルテミアをこの網で捕縛することに成功した。
ヘドロンの盾
銀の種族と青銅の種族が使う六角形の盾。
強固な防御力を誇ると同時に、視覚的には槍のように見えるエネルギーを放つ事で攻撃にも使えるので、この技術を持たない人類は便宜上「盾」と呼んでいるが、実態は精神感応で制御可能なエネルギー体のような物。元々は黄金の種族が銀の種族に技術提供をした物であり、その効果は絶大。銀の種族を宇宙の覇者たりうるのもこの技術に多くを負っている。
任意の空間設定や物質構成が可能で、銀の種族や人類が生身のままでも宇宙空間で生存と移動を行うことができ、銀の種族の宇宙船の自己修復能力や推進力にも関係している可能性があるが詳細は不明。またエリュシオンの外層は無数のヘドロンの盾に守られていることから、精神感応以外にもプログラミングによる無人制御も可能な模様。
最終話で銀の種族がディアネイラに委ねたものの、人類の中でまともに使いこなせる者はごくわずかであり、劇中で確認されているのはディアネイラ、アネーシャ、テイル、メイルの四人。またディアネイラが認めた者には、さらにそれを提供する事が可能となっている。
パエトーが無数のヘドロンの盾を砲台の形に収束させて、アルゴノートを強力なエネルギー砲で攻撃しようとしたり、プロメがディアネイラを招き入れる際に無数のヘドロンの盾でドームを作り、ドーム内部の大気構成や気温、気圧などの環境を人類の生存活動可能範囲内に瞬時に変えたこと、エリュシオンに墜落したアルゴノートの修復を盾で行ったことなどから、応用次第で驚くほど様々な使い方が可能であることが分かる万能性を秘めた力。
エピローグでニルバールが「せめてヘドロンの盾の一枚でも使いこなせれば」と発言しているところから、個体の資質により使いこなせるか否かとその枚数が異なると思われる。ディアネイラによれば、「そのうち誰にでも使いこなせるようになる」とのこと。

## 惑星
惑星オロン
120年前に遭難した人類の探査船が不時着した惑星。「滅びの星」または黄金の種族がこの宇宙において最後に立ち寄ったため「終わりの星」と呼ばれる。唯一の生存者であるエイジが健全に育てるよう、黄金の種族によってにギリギリ人類が居住可能な状態に調整されている。人形の原生生物は存在せず、フートォという大型生物が生息している。もともとは緑あふれる美しい星だったが、銀の種族の襲来により起きたベルクロスとの戦闘によって星の半分が破壊され本来の公転軌道を逸脱、物語開始当初には死の星寸前の状態にあった。その後、銀の種族から守るために黄金の種族の手でスターウェーから断絶されたため、ディアネイラの導きによりアルゴノートが訪れるまで、立ち寄る者のいない孤立した星となっていた。
エイジは12番目の契約項目としてこの星の再生を望んでいた。銀の種族との争いが終わったのちの人類による復旧の結果、最終回において美しい姿を取り戻した。その際に本来の軌道へと復帰し、定められた役目を果たす。
惑星アース（地球）
鉄の種族たる人類の母星。かつての太陽系をめぐる戦いで人類が敗北したため、銀の種族に占領されていた。ノドスを得た人類が開始した奪還戦の最中、狂乱したベルクロスとの戦いを嫌った銀の種族が太陽系から撤退したため、人類の元へと戻った。
惑星マーズ（火星）
地球のすぐ近くにある岩石惑星。メレアグロスとアタランテスは、この星での戦闘中にニルバールに指揮権を奪われている。エピローグにおいてこの星のテラフォーミングが開始されている様子が描かれている。
惑星ジュピター（木星）
地球のすぐ近くにある巨大なガス惑星。メレアグロスの命令により、アルタイヤーの主砲によって落下した衛星イオと、それに対するパエトー・オーの反撃により破壊されてしまう。なお、火星がすぐ近くにあったため、この星が消えてしまっても地球へのスターウェーが消えることはなかった。
惑星ティターロス
アルゴノートが物資の補給のために立ち寄った惑星。表向きは中立のターミナルプラネットを主張しているが、住人であるダイダロス人が昔、銀の種族の助力を受けたという恩があり、銀の種族からの要請を断りきれない立場にあった。しかし銀の種族からの命令を忠実に実行しなかったという理由により青銅の種族の軍勢に攻撃されたため、生存をかけて抵抗することになる。エイジとカルキノスが初めて出会い、劇中初めてノドスvsノドスの戦闘が行われた星でもある。
惑星ヒルゴート
かつて鉄の種族の支配領域において重要なターミナルプラネットであったが、銀の種族の攻撃を受けて壊滅。死の星となったその影響でスターウェーが消失し、多くの種族が周辺の惑星との交流手段を失う結果となってしまった。アルゴノートを守ろうとするアズ・アゾート艦隊と銀の種族の交戦中に現れたアルテミアの攻撃により完全に破壊されてしまう。
惑星デュイー
ディアネイラの生まれ故郷。星の大半が海で占められている美しい惑星で、地球とほぼ同じ環境。人類はここを拠点に外宇宙開拓を行ったため、この惑星の支配者であったユーノス王家に莫大な富と権力を持たすことになった。
惑星タウロン
青銅の種族の母星。主星と伴星の二つに分かれている。青銅の種族の幼生を育成するための星となっており、大した戦力も駐留していなかったが人類の侵攻により戦場となり、メレアグロスの艦隊に占領された。
惑星コドモス
銀の種族の母星。オロンと同様かつては美しい星だったが、過去に黄金の種族がこの宇宙を去る事を決めたことで銀の種族とのいざござがあった際に、ベルクロスの狂乱の影響を受け、現在は荒野と化している。
惑星エリュシオン
黄金の種族の発祥の星。そのため「はじまりの星」とも呼ばれる伝説の星。外層は無数のヘドロンの盾と透明な球状の物質によって覆われている。星の正確な位置はすでに失われ、スターウェイから外れた位置にあったため、星の道を見いだすことのできる限られた者にしかたどり着けないようになっていた。この星の周囲には常に強力な磁気嵐が発生しているが、アルゴノートのスターブラスターによって消し飛ばされている。ディアネイラはこの磁気嵐を「黄金の種族が我々に与えた試練」と語っていた。この星の発見が人類と銀の種族、両者にとって和解に向けた大きな転機となった。

## スターウェー
「星の道」の名の通り、星と星の間に働く力である"星誘間引力”に寄って形成される道を指す。星の誕生と死にも深く関わっているほか、宇宙航行においては最も重要な道となるものであり、このスターウェーがなければ通常はその星がどこに存在するのかを知る事も叶わない。なお、人がまだスターウェーの生まれていない惑星へと辿り着いた時にも命の繋がりを持ってそれは誕生する。宇宙に広がる生命の奔流であり、それが満たされる事が、黄金の種族がこの宇宙に望んだ形の一つである。その宇宙真理を生まれながらに知り得ていたのは全宇宙において只一人、ディアネイラであり、彼女自身はスターウェーの失われていた惑星オロンや惑星エリュシオンを感知したほか、スターウェーの航路を外れながらも幾度もアルゴノートを導いていた。
また、劇中でエイジとユティが惑星エリュシオンで開いた扉と、惑星オロンにて開いた扉の二つは別次元の宇宙への扉である。これは「宇宙の道（スペースウェー）」と呼ばれるもので、宇宙全体がスターウェーで満たされた事で形成された引力路により開かれたものである。扉そのものはかつて黄金の種族が創造したものだが、黄金の種族以外の種族がこの道を通るには、宇宙をより多くのスターウェーで満たす事が必要であった。劇中では最終話においてそれが果たされる事となる。

## 契約
黄金の種族が定めたもので、その身に英雄の種族を宿すノドスはそれぞれ固有の数の契約に基づくことによって、宇宙の一員になることが認められる。契約の数はノドスによってそれぞれ異なっており、数の概念を超越していた黄金の種族が、何故その「数」まで示していたのかは不明となっている。また、各契約の内容はそれを結んだ種族が定めたものである。

### エイジの契約
エイジは鉄の種族たる人類との間に12の契約を結ぶこととなる。
1. 契約した相手を王とする。
2. 王に仕え、決して自ら王にならない。
3. 「鉄の種族」と名付けられた人類の故郷たる地球を人類の手に取り戻す。
4. 生き残った「英雄の種族」全てを打倒する。
5. 「青銅の種族」の母星を征服する。
6. 「銀の種族」の母星を征服する。
7. 「黄金の種族」の未来を知る力を人類にもたらす。
8. 「黄金の種族」の星々を創る力を人類にもたらす。
9. 人類を、宇宙の覇者とする。
10. これらが行われるまで契約した相手を守り続ける。
11. これらが行われるまで決して逃げたり死んではならない。
12. これらが行われた時、11の契約に反しない限り、「鉄の種族」こと人類は、契約者の願いを叶える。

### 他のノドスの契約
エイジ以外のノドスはそれぞれの種族繁栄と引き換えに銀の種族と契約を結んでいる（一部の銀の種族は契約不履行の際には種族を根絶やしをすると口にする者もいる）。
ポレ族出身のメヒタカ（アルテミア）は以下の3つの契約を結んでいる。
1. 「銀の種族」に従う限り、ポレ族は繁栄する。
2. ノドスとして力を尽くすまで「銀の種族」に従う。
3. 「銀の種族」のノドスが危ない時は助ける。

ケイロス族出身のレクティ（エルマントス）は以下の5つの契約を結んでいる。
1. 「銀の種族」に従う限り、ケイロス族は繁栄する。
2. 「銀の種族」と敵対するものとは、ノドスとして戦わねばならない。
3. 「銀の種族」のノドスが命の危機を迎えた時、これを救わねばならない。
4. 「黄金の種族」の力を見出した時、「銀の種族」に伝えなければならない。
5. 「黄金の種族」の力が失われようとした時、それを守らねばならない。

ヒドラス族出身のカルキノス（レルネーア）は4つの契約を結んでいる。
1. 「銀の種族」に忠誠を誓い続ける限り、出身種族は繁栄を約束される。
2. 「銀の種族」に属するノドスに命の危機が訪れた場合、これを救わねばならない。
3. 「銀の種族」が「黄金の種族」の力を手に入れたとき、苦役から開放される。
4. 「銀の種族」と敵対するものとは、死を賭して戦わなければならない。

銀の種族のユティ（ケルビウス）は8つの契約を結んでいる。
1. 「銀の種族」以外の何者とも契約してはならない。
2. 「銀の種族」に属するノドスを従えねばならない。
3. 「銀の種族」に敵対する者に対しては、自分に従うノドスを率いて戦わねばならない。
4. 「銀の種族」において、いかなる決定権も持とうとしてはならない。
5. 「黄金の種族」が遺した力を、「銀の種族」にもたらさねばならない。
6. 他のノドスを犠牲にしようとも、自分の命は必ず守らねばならない。
7. 「銀の種族」がこの宇宙で「黄金の種族」に匹敵する存在となったとき、欲するものが与えられる。
8. 「銀の種族」以外のものが「黄金の種族」の力を手に入れた場合、その力を命に代えても破壊せねばならない。

## スタッフ
- 原作 - XEBEC
- ストーリー原案・シリーズ構成 - 冲方丁
- 総監督 - 能戸隆
- 監督 - 鈴木利正
- キャラクターデザイン - 平井久司
- メカコンセプトデザイン - 久我嘉輝
- メカニックデザイン - 大塚健、鷲尾直広
- 美術監督 - 小濱俊裕
- 色彩設計 - 関本美津子
- 撮影監督 - 青木隆
- 編集 - 関一彦
- 音響監督 - たなかかずや
- 音楽 - 佐藤直紀
- プロデューサー - 中西豪、千野孝敏、能戸隆
- アニメーション制作 - XEBEC
- 製作 - アルゴノートクルー（キングレコード、XEBEC、クロックワークス）

## 主題歌
オープニングテーマ
「gravitation」
作詞 - atsuko / 作曲 - atsuko、KATSU / 編曲 - KATSU / 歌 - angela
エンディングテーマ
「Azurite」（1話 - 14話、16話 - 25話）
作詞 - SHUMA / 作曲・編曲 - YUPA / 歌 - 浦壁多恵
「Azurite 〜for luster star Deianeira〜」（15話）
作詞 - SHUMA / 作曲 - YUPA / 編曲 - 牧野信博 / 歌 - 石川由依
「Azurite 〜True grace〜」（26話）
作詞 - SHUMA / 作曲 - YUPA / 編曲 - 牧野信博 / 歌 - 浦壁多恵

## 各話リスト
| 話数 | サブタイトル       | 脚本            | 絵コンテ       | 演出                      | 作画監督                                     |
| ---- | ------------------ | --------------- | -------------- | ------------------------- | -------------------------------------------- |
| 1    | 滅びの星           | 冲方丁          | 鈴木利正       | 鈴木利正                  | 山岡信一（キャラ） 大塚健（メカ）            |
| 2    | 忘れられた子供     | 能戸隆          | 武内宣之       | 長澤剛                    | 堀たえ子（キャラ） 前田明寿（メカ）          |
| 3    | 英雄の種族         | 小出克彦        | 田島直         | 高山功                    | 高橋晃                                       |
| 4    | 惑星ティターロス   | 小出克彦        | 菱川直樹       | 菱川直樹                  | 石田智子                                     |
| 5    | ノドス             | 小出克彦        | 長澤剛         | 孫承希                    | 高橋晃                                       |
| 6    | セメタリー・ベルト | 久島一仁        | 羽原信義       | 羽原信義                  | 前田明寿                                     |
| 7    | 契約               | 田邊軍平        | 田島直         | いとがしんたろー          | 竹森由加（キャラ） 田島直（メカ）            |
| 8    | 閃光のノドス       | 林壮太郎        | 高山功         | 高橋秀弥                  | 山岡信一、前田明寿 梶浦紳一郎                |
| 9    | 帰還               | 小出克彦        | 安田賢司       | 菱川直樹                  | 高橋晃                                       |
| 10   | 孤独の英雄         | 小出克彦        | 二瓶勇一       | 松本マサユキ              | 本橋秀之                                     |
| 11   | 輝きの星           | 久島一仁        | みなみやすひろ | ヤマトナオミチ            | 岡田万衣子                                   |
| 12   | 破滅の炬火         | 小出克彦        | 寺岡巌         | 長澤剛                    | 松村拓哉                                     |
| 13   | 時空流の戦い       | 小出克彦        | 武内宣之       | 菱川直樹                  | 高橋晃                                       |
| 14   | 荒ぶる者           | 大西信介        | 太田雅彦       | いとがしんたろー          | 竹森由加 前田明寿                            |
| 15   | 光降るとき         | 冲方丁          | 羽原信義       | 羽原信義                  | 山岡信一                                     |
| 16   | 幾つの定めを超えて | 小出克彦        | 寺岡巌         | 高橋秀弥                  | 植田実                                       |
| 17   | 報復の軍勢         | 林壮太郎 冲方丁 | 長澤剛         | 長澤剛                    | 田畠昭、堀たえ子 松浦仁美、沼津雅人 前田明寿 |
| 18   | 勝利の日           | 小出克彦 冲方丁 | 菱川直樹       | 菱川直樹                  | 高橋晃                                       |
| 19   | 星系間侵攻         | 大西信介        | 五十嵐達矢     | 五十嵐達矢                | 鈴木竜也                                     |
| 20   | 暗黒のノドス       | 小出克彦        | 寺岡巌         | 孫承希                    | 松村拓哉                                     |
| 21   | 惑星コドモス       | 小出克彦        | アミノテツロー | いとがしんたろー 羽原信義 | 竹森由加（キャラ） 前田明寿（メカ）          |
| 22   | 死の契約           | 大西信介        | 羽原信義       | 羽原信義                  | 近岡直、山岡信一                             |
| 23   | 四人               | 小出克彦        | 寺岡巌         | 孫承希                    | 高橋晃                                       |
| 24   | エリュシオン       | 大西信介        | 能戸隆         | 寺岡巌                    | 堀たえ子（キャラ） 松村拓哉（メカ）          |
| 25   | 最後の契約         | 小出克彦        | 長澤剛         | 長澤剛                    | 竹森由加（キャラ） 前田明寿（メカ）          |
| 26   | エイジ             | 冲方丁          | 鈴木利正       | 鈴木利正                  | 山岡信一、植田実                             |

## 放送局
| 放送地域       | 放送局         | 放送期間                                      | 放送日時                                          | 放送区分       |
| -------------- | -------------- | --------------------------------------------- | ------------------------------------------------- | -------------- |
| 関東広域圏     | テレビ東京     | 2007年4月1日 - 9月30日                        | 日曜 25時30分 - 26時00分                          | テレビ東京系列 |
| 愛知県         | テレビ愛知     | 2007年4月2日 - 7月30日 2007年8月6日 - 10月1日 | 月曜 25時43分 - 26時13分 月曜 25時35分 - 26時05分 | テレビ東京系列 |
| 福岡県         | TVQ九州放送    | 2007年4月2日 - 10月1日                        | 月曜 26時53分 - 27時23分                          | テレビ東京系列 |
| 大阪府         | テレビ大阪     | 2007年4月3日 - 10月2日                        | 火曜 27時10分 - 27時40分                          | テレビ東京系列 |
| 岡山県・香川県 | テレビせとうち | 2007年4月5日 - 10月4日                        | 木曜 25時58分 - 26時28分                          | テレビ東京系列 |
| 北海道         | テレビ北海道   | 2007年4月6日 - 10月5日                        | 金曜 26時30分 - 27時00分                          | テレビ東京系列 |
| 日本全域       | AT-X           | 2007年4月20日 - 10月12日                      | 金曜 11時00分 - 11時30分 （リピートあり）         | CS放送         |